# Hypopyra madrasensis
Hypopyra madrasensis är en fjärilsart som beskrevs av Embrik Strand 1914. Hypopyra madrasensis ingår i släktet Hypopyra och familjen nattflyn. Inga underarter finns listade i Catalogue of Life.